# Fara Olivana con Sola
Fara Olivana con Sola là một đô thị ở tỉnh Bergamo trong vùng Lombardia của nước Ý, có vị trí cách khoảng 45 km về phía đông của Milano và khoảng 25 km về phía đông nam của Bergamo. Tại thời điểm ngày 31 tháng 12 năm 2004, đô thị này có dân số 1.195 người và diện tích là 4,9 km².
Fara Olivana con Sola giáp các đô thị: Bariano, Castel Gabbiano, Covo, Fornovo San Giovanni, Isso, Mozzanica, Romano di Lombardia.